# Павликени (община)
Павликени (болг. Община Павликени) — община у Болгарії. Входить до складу Великотирновської області. Населення становить 24 976 осіб (станом на 1 лютого 2011 р.). Адміністративний центр громади — однойменне місто.